# Jacek Rybiński

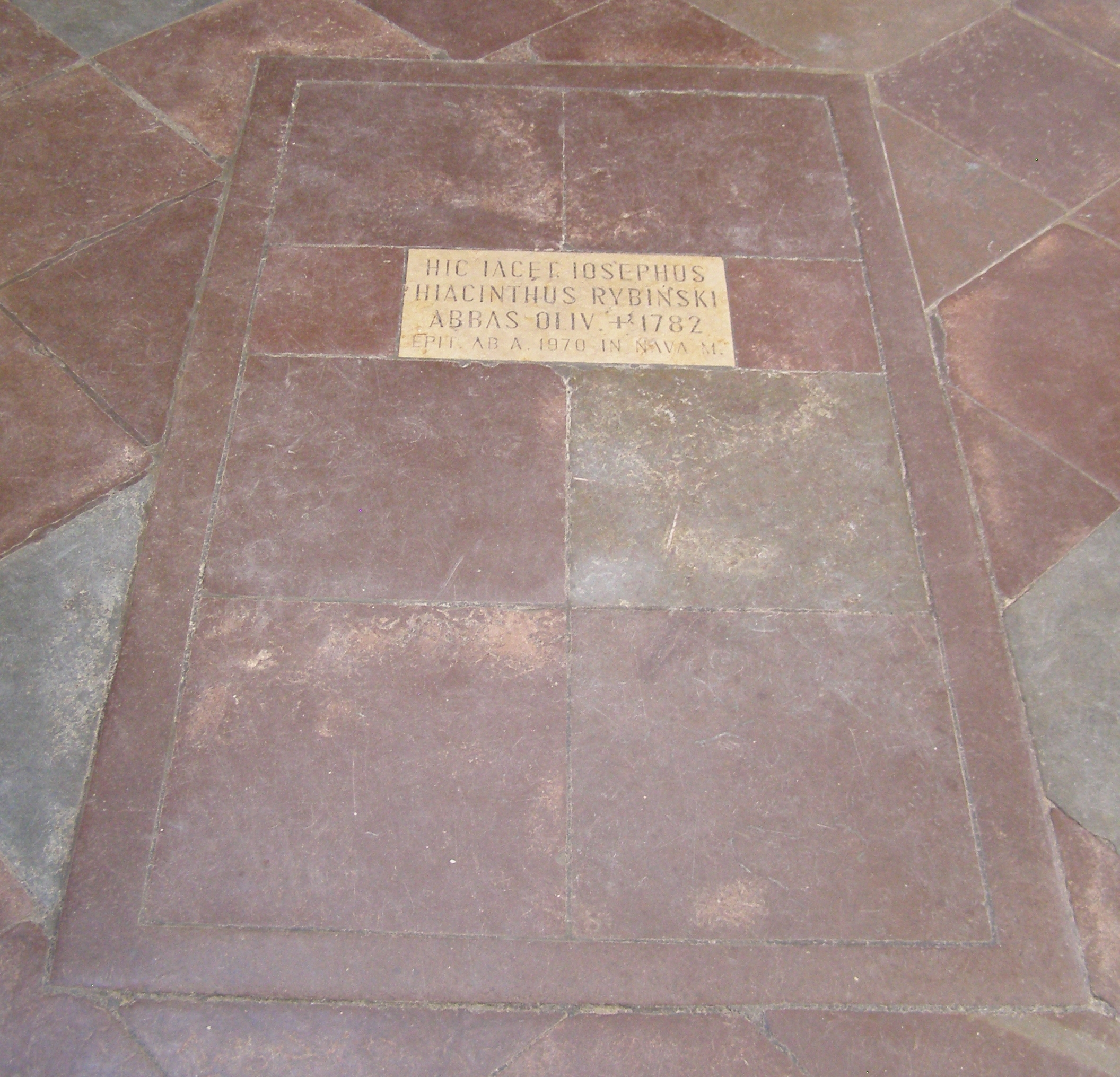
Grabstein von Abt Jacek Rybiński in der Kathedrale von Oliwa, Danzig (2013)

Hyazinth (Józef Jacek) Rybiński (* 28. Februar 1701 in Tortschyn; † 15. April 1782 in Danzig) war ein polnischer Zisterzienser, Politiker und Abt des Klosters Oliva.

## Leben
Józef Jacek (= Hyacinth) Rybiński aus Tortschyn in der Ukraine (damals Polen-Litauen), studierte am Jesuitenkolleg in Alt Schottland bei Danzig und wurde Sekretär des litauischen Kanzlers. 1729 trat er vermutlich in die Abtei Oliva ein und studierte Theologie und Kirchenrecht in Rom und Prag. Am 8. April 1740 folgte er seinem Vorgänger Franciszek Mikołaj Zaleski auf den Abtstuhl von Oliva.
Unermüdlich politisch tätig, war Abt Rybiński ein Freund von Józef Wybicki und Jerzy August Mniszech und ein Anhänger der Konföderation von Bar. Er stand auf der Seite König Augusts III. und trat gegen die Familia der Czartoryskis auf.
Die Abtei Oliwa befand sich zu seiner Zeit in einem besonderen Wohlstand. Das Vermögen reichte aus, in den Jahren 1754 bis 1756 den bis heute erhaltenen Äbtepalast zu Oliva zu errichten und in den nächsten Jahren den umliegenden Park anzulegen. Außerdem wurde 1763 mit Beteiligung von etwa 20 bis 25 Zisterziensermönchen mit dem Bau der Hauptorgel in der Abteikirche begonnen, die als größte Orgel der Welt galt.
Als König Friedrich II. von Preußen im Zuge der Ersten Teilung Polens 1772 polnisch Preußen unter dem Namen Westpreußen in Besitz und den geistlichen Stiftungen die Verwaltung und Nutznießung ihrer Güter nahm, erhielt Rybiński eine Rente und durfte in der Abtei wohnen bleiben. Der Bau der Orgel geriet in finanzielle Schwierigkeiten, was eine Vergoldung des Prospekts nicht mehr zuließ.
Nach Rybińskis Tod gab König Friedrich II. die Abtei dem Prinzen Karl von Hohenzollern-Hechingen. Sein Grabstein befindet sich in der Abteikirche.